# Connie and Carla
Connie and Carla (bra: Connie e Carla - As Rainhas da Noite; prt: Connie e Carla) é um filme de comédia de 2004 realizada por Michael Lembeck, produzida por Gary Barber e Tom Hanks e escrita e protagonizada por Nia Vardalos, a mesma autora do filme de baixo orçamento e de muito sucesso My Big Fat Greek Wedding (2002).
O filme foi filmado em Vancouver e contou com uma série de drag queens locais.

## Sinopse
Fugindo de um quadrilha de estelionatários, as duas se escondem em um cabaré, e disfarçadas de drag queens, divertem as outras artistas do estabelecimento e ajudam a aumentar a audiência do lugar. Tudo vai bem até que uma delas se apaixona pelo irmão de uma das drag queens.

### Musicais referenciados ou destaque
A seguir está uma lista de musicais ou referenciada no filme (na ordem dos que são apresentados no filme):
- Oklahoma! – Connie e Carla realizam "Oklahoma!" como raparigas em seu refeitório da escola e no saguão do aeroporto e "I Cain't Say No" durante a sua audição no The Handlebar.
- Jesus Christ Superstar – Connie e Carla realizam "Superstar" no saguão do aeroporto e "Everything's Alright" durante sua primeira apresentação no guidão.
- Yentl – Connie e Carla realizam "Papa, Can You Hear Me?" no saguão do aeroporto.
- Cats – Connie e Carla realizam "Memory" no saguão do aeroporto.
- The Rocky Horror Show – Peaches 'n' Creme realizam "The Time Warp" no The Handlebar.
- Cabaret – Connie e Carla realizam "Maybe This Time" à sua audição no The Handlebar.
- Evita – Connie e Carla realizam "Don't Cry for Me, Argentina" à sua audição no The Handlebar.
- Mame – Interlúdios durante a imagem com o personagem Tibor vendo várias apresentações de Mame em diferentes locais em todo os Estados Unidos.
- South Pacific – "I'm Gonna Wash That Man Right Outa My Hair", faz parte do desempenho de Connie e Carla em What a Drag (Pun Intended!) no The Handlebar. Elas também cantam "There Is Nothing Like a Dame" no final do filme com o resto do elenco principal.
- Funny Girl – Connie e Carla cantam "Don't Rain on My Parade", parte de seu desempenho em What a Drag (Pun Intended!) no The Handlebar.
- Thoroughly Modern Millie, The Producers, Say Goodnight, Gracie, Never Gonna Dance, Gypsy, Chicago, Mamma Mia!, Long Day's Journey Into Night, Master Harold...and the Boys, Avenue Q, Man of La Mancha, e Hairspray – Billboards para esses shows são mostrados.
- Gypsy, Rent, e Hairspray – Neste ponto do filme, estes são mencionados por Tibor, Hairspray, dos quais, ele tem um bilhete matinée, embora nenhuma música dos shows são cantadas. As produções de teatro de Rent, Hairspray, e Mamma Mia! tornaram-se filmes musicais semi-sucedidos logo após este filme.
- Gypsy – "Let Me Entertain You" é realizada por Connie, Carla, e o Belles of the Balls.
- Hair – Connie diz que os caras devem entrar na parte de trás da casa em "Good Morning, Starshine".
- The Music Man – Debbie Reynolds diz que eles devem entrar na parte de trás da casa em "Seventy-Six Trombones".
- Grease – Debbie Reynolds, Connie, Carla, e o Belles of the Balls cantam "There Are Worse Things I Could Do".
- A Chorus Line – Connie e Carla cantam "What I Did for Love".
- Guys and Dolls – Connie menciona "o Guys and Dolls tributo."

## Elenco
- Nia Vardalos como Connie
- Toni Collette como Carla
- David Duchovny como Jeff
- Stephen Spinella como Robert / Peaches
- Alec Mapa como Lee / N'Cream
- Christopher Logan como Brian / Patty Melt
- Robert Kaiser como Paul
- Ian Gomez como Stanley, o proprietário do cabaré
- Robert John Burke como Rudy, o sádico chefe do crime
- Boris McGiver como Tibor, capanga crédulo de Rudy
- Nick Sandow como Al, novamente-de-novo-agora-oitavo-namorado de Connie
- Dash Mihok como Mikey, namorado de Carla
- Chelah Horsdal como o amigo com botox
- Debbie Reynolds como ela mesma
- Greg Grunberg como guia turístico do estúdio

## Bilheteria
O filme teve um orçamento de $27 milhões, e arrecadou $8,085,771 domesticamente, e $3,255,245 na liberação estrangeira, fazendo $11,341,016 mundialmente. O filme arrecadou $3,254,940 durante o seu primeiro fim de semana, a abertura no número 13 em 4/16-18 bilheteria de fim de semana. O filme foi lançado em DVD.